# Gare d'Ashiya (Hanshin)
Pour les articles homonymes, voir Gare d'Ashiya.
La gare d'Ashiya (芦屋駅, Ashiya-eki) est une gare ferroviaire de la ville d'Ashiya, dans la préfecture de Hyōgo au Japon. Elle est gérée par la compagnie Hanshin.

## Situation ferroviaire
La gare d'Ashiya est située au point kilométrique (PK) 20,2 de la ligne principale Hanshin.

## Histoire
La gare a ouvert le 12 avril 1905.

## Service des voyageurs

### Accueil
La gare est située sous les voies qui sont surélevées. Elle est ouverte tous les jours.

### Desserte
- Ligne principale Hanshin :
  - voie 1 : direction Amagasaki, Osaka-Umeda, Osaka-Namba et Nara
  - voie 2 : direction Kobe-Sannomiya, Akashi et Himeji